# Loet Leydesdorff
Loet Leydesdorff   (Jakarta, 21 d'agost de 1948 - Amsterdam, 11 de març de 2023) fou un sociòleg, cibernètic i bibliòmetra neerlandès, professor de Dinàmica de la comunicació científica i Innovació tecnològica a la Universitat d'Amsterdam. Era conegut per la seva tasca en filosofia de la ciència, sociologia de la comunicació i innovació, i per l'ús en aquestes disciplines dels mètodes bibliomètrics.

## Biografia
Leydesdorff va néixer a Djakarta quan encara formava part de les Índies holandeses. Va rebre un Bachelor in Science de Química el 1969, un Màster de Bioquímica del 1973, un Màster de Filosofia el 1977 i el Doctorat en Sociologia el 1984.
El 1969 va començar a treballar com a professor a temps parcial de tecnologia química al Gerrit Rietveld Academie d'Amsterdam. El 1972 inicià la seva carrera a la Universitat d'Amsterdam com a professor ajudant de "Ciència i Societat" a la Facultat de Filosofia. El 1980 esdevingué conferenciant Sènior al Departament de Dinàmica de la ciència i la tecnologia. I des del 2000 també desenvolupà la seva tasca a l'Amsterdam School of Communications reserach.
Leydesdorff formà part del consell editorial de diverses revistes: Scientometrics, des de 1987; Social Science Information, des de 1994; Industry and Higher Education, des de 1997; Cybermetrics, des de 1997; The Journal of Technology Transfer, des de 1999; The tripleC: e-journal for cognition • communication • co-operation, des de 2002; The Science & Public Policys, des de 2004; Science Forum des de 2005, Informetrics des de 2006, International Journal of Applied Systemic Studies, des de 2006. A més a més, ha treballat a l'Enterprise and Innovation Management Studies, 1999-2001; a la revista Science, Technology and Society, 2001-02, i al Journal of the International Society for Scientometrics and Informetrics, 1995-998. Com a editor col·laborador també ha treballat a Science, Technology & Human Values, 1988-1990, i a Science & Technology Studies, 1987-1988.
El 2003 va rebre el premi Derek de Solla Price, per la seva tasca com a informatòleg. Des del 2006 ha estat membre de recerca honorari de la Virtual Knowledge Studio of the Royal Netherlands Academy of Arts and Sciences. I des de 2007 membre honorari de la SPRU - Science and Technology Policy Research de la Universitat de Sussex.

## Obra
El seu treball es desenvolupà en l'àmbit de la filosofia de ciència, l'anàlisi estructural de les xarxes socials, la cienciometria, la teoria de sistemes i la sociologia d'innovació. Els seus estudis en comunicació en ciencia, tecnologia, i innovació li han permès enunciar teories i mètodes per entendre la dinàmica del desenvolupament basat en el coneixement. Juntament amb Henry Etzkowitz, desenvolupà el 1997 el model de la Triple hèlix, en el que van analitzar les relacions entre Universitat-Indústria-Govern com un sistema d'elements inestables que interactuen entre elles i que es van desenvolupant en espiral. Cada hèlix té un paper encomanat important: la universitat seria l'agent investigador i creatiu, la indústria seria l'encarregada de transformar aquesta investigació i creativitat en productes i innovació, i el govern seria l'encarregat de disposar dels mitjans financers per assegurar el procés.
A més, desenvolupà diversos programes informàtics per convertir dades de l'Institut per a la Informació Científica de Filadèlfia en diagrames que il·lustren les relacions de citacions entre revistes.

## Publicacions
Leydesdorff ha publicat extensament en el camps de teoria de sistemes, anàlisi de les xarxa socials, cienciometria i la sociologia d'innovació.
Llibres: 
- 1987. The Social Direction of the Public Sciences: Causes and Consequences of Cooperation Between Scientists and Non-Scientific Groups. With Stuart Blume, Joske Bunders and Richard P. Whitley. Sociology of the Sciences Yearbook, Springer.
- 1994. Evolutionary Economics and Chaos Theory: New Directions in Technology Studies. With Peter Van Den Besselaar. Palgrave Macmillan.
- 2001. The Challenge of Scientometrics: the development, measurement, and self-organization of scientific communications, Universal Publishers
- 2001. A Sociological Theory of Communication: The Self-Organization of the Knowledge-Based Society. Universal Publishers/uPublish.com.
- 2005. Universities And The Global Knowledge Economy: A Triple Helix Of University-Industry-Government Relations. With Henry Etzkowitz. Continuum International Publishing Group.
- 2006. The Knowledge-Based Economy: Modeled, Measured, Simulated. Universal Publishers.

Articles, una selecció:
- 1994. "The Evolution of Communication Systems". In: Int. J. Systems Research and Information Science Vol 6, pp. 219–30.
- 2001. "The dynamics of innovation: from National Systems and ‘‘Mode 2’’ to a Triple Helix of university–industry–government relations". Amb Henry Etzkowitz. In:Research Policy, vol 29, pp 109–123.
- 2005. "Globalisation in the network of science in 2005: The diffusion of international collaboration and the formation of a core group". Amb Caroline S. Wagner.
- 2006. "Regional Development in the Knowledge-Based Economy: The Construction of Advantage". Amb Phil Cooke. In: Journal of Technology Transfer. Special Issue, pp. 1–15.
- 2013. “International collaboration inscience: the global map and the network”. El profesional de la información, v. 22, n. 1, pp. 87-9. Amb Caroline S. Wagner, Han-Woo Park i Jonathan Adams. Article guardonat amb el 1r Premi SCImago - El profesional de la información al mejor artículo.[6]